# 남동유수지
남동유수지는 승기천의 하구에 위치하는 유수지이다. 인공섬 인 저어새섬이 존재하며 인근으로는 동막역, 아암대로가 통과한다.